# Ambassade de Guinée en Algérie
L'ambassade de Guinée en Algérie est la représentation diplomatique de la Guinée en Algérie, qui se trouve à Alger, la capitale du pays.

## Ambassadeurs de Guinée en Algérie
| N° | Nom et prénoms             | titre de fonction   | Début           | Fin             |
| -- | -------------------------- | ------------------- | --------------- | --------------- |
| 01 | Alhassane Barry            | ambassadeur         |                 | 4 février 2022  |
| 02 | Mouloukou Souleymane Sylla | Chargé des affaires | 9 février 2022  | 31 janvier 2025 |
| 03 | Abdourahmane Sikhé Camara  | ambassadeur         | 31 janvier 2025 | En cours        |